# Бомбардовање Њу Хејвна
Бомбардовање Њу Хејвна (по правопису би било Бомбардовање Њу Хејвена) југословенски је филм из 1973. године. Режирао га је Борислав Глигоровић, а сценарио су писали Џозеф Хелер и Александар Петровић.

## Улоге
| Глумац                     | Улога              |
| -------------------------- | ------------------ |
| Милутин Бутковић           |                    |
| Богдан Јакуш               | Пилот              |
| Ташко Начић                | Каплар Бејли       |
| Бранко Плеша               | Капетан Старк      |
| Ружица Сокић               |                    |
| Властимир Ђуза Стојиљковић | Наредник Хендерсон |
| Данило Бата Стојковић      | Мајор              |